# Abdelhamid Salhi
Pour les articles homonymes, voir Salhi.
Abdelhamid Salhi, né le 27 août 1947 à Sétif, est un footballeur international algérien.
Il compte 34 sélections en équipe nationale entre 1967 et 1973.

## Biographie

### Footballeur
Salhi accompli toute sa carrière à l'Entente sportive de Sétif et figure dans les annales de la Fédération algérienne de football (FAF) comme étant le seul joueur algérien n'ayant jamais écopé d'avertissement, tout au long de sa carrière. Abdelhamid joue avec un répertoire très large dont la vitesse, la détente et la résistance. À seize ans il évolue à l'Entente de Sétif où malgré sa petite taille, il s'impose au milieu de terrain.
International juniors, puis seniors par Lucien Leduc, il compense son insuffisance physique par une omniprésence, une clairvoyance et un volume de jeu très développé, qui lui valent le respect du public algérien.
Il a remporté le prix du fair-play et de l'esprit sportif et a été honoré par le Comité international olympique en 2003 parce qu'il n'a reçu aucun avertissement tout au long de sa carrière de footballeur.

### Distinctions
En 2005, il a reçu à Lausanne, le prix Jean Borotra, décerné par le Comité international olympique, qui récompense un athlète pour ses qualités sportives et morales. Il est récompensé, entre autres, comme étant le seul joueur algérien n'ayant jamais écopé d'avertissement, tout au long de sa carrière.
Grande figure du football algérien entre 1966 à 1977, Salhi est honoré au cours d'une cérémonie organisée au siège du Comité international olympique (CIO) en novembre 2007. Cette distinction vient en reconnaissance à l'exemplarité de l'enfant prodige de l'ES Sétif, et ses hautes qualités humaines qui l'ont particulièrement caractérisé durant son long et riche parcours sportif sur les plans national et international.

## Palmarès
- Championnat d'Algérie de football : 1968
- Coupe d'Algérie de football : 1967 et 1968
- Meilleur joueur du championnat : 1968

## Statistiques
- International algérien de 1965 à 1973
- Premier match le 19/7/1965:  Côte d'Ivoire - Algérie (1-0)
- Dernier match le 31/10/1973:  Algérie - Maroc (2-0)
- Nombre de matchs joués: 34  (plus 17 matchs d'application)
- Nombre de buts marqués: 3  (plus 2 but(s) en matchs d'application)
- Participation aux Jeux Méditerranéens de 1967
- Participation à 2 éditions des Jeux Africains (1965, 1973)